# 大型硬式飛行船
大型硬式飛行船（おおがたこうしきひこうせん）は、大日本帝国海軍が計画した硬式飛行船。実機は建造されていない。十五萬立法米硬式飛行船（じゅうごまんりっぽうメートルこうしきひこうせん）とも呼ばれる。

## 概要
1930年（昭和5年）、ロンドン海軍軍縮条約の締結を受け、制限を科せられた補助艦艇などを補完する航空機整備の一環として、海軍内で大型硬式飛行船の開発が要望されるようになった。この流れには、1929年（昭和4年）のLZ 127「グラーフ・ツェッペリン」の来日も影響を与えている。
1930年の「所要航空機種及性能標準」では、大遠距離の捜索や爆撃を用途とする硬式飛行船の項目が設けられ、船体強度に加えて自衛力も重視し、10 t以上の爆弾に加えて旋回機銃20挺を装備すること、最大速度は148 km/h（80 kt）、航続時間は最大150時間といった旨の要求がなされた。また、偵察機兼戦闘機を5機以上という形で飛行機の搭載も求められている。その後、1931年（昭和6年）頃から海軍技術研究所航空研究部や広海軍工廠にて、ガーダー（骨格）や飛行船用エンジンおよびガス体燃料、搭載飛行機格納装置などについての基礎研究がなされた。
1934年（昭和9年）11月には、軍令部から速度が最大167 km/h（90 kt）、巡航111 km/h（60 kt）、航続距離18,520 km（10,000 nm）、機銃8挺と軽爆撃機6機を搭載するという要求性能が提示された。技術および運用上の制約から、最大速度や搭載機数をこの要求より下方修正する形で研究計画は進められ、主要要目の決定と一般図の作成、海軍航空廠における実物同様の主横肋材の試作および荷重試験といった段階にまで至った。しかし、同時期に「R101」「アクロン」「メイコン」といった各国の硬式飛行船の遭難事故が相次いだことを受け、海軍は飛行機を主軸に据える形へと方針を転換し、大型硬式飛行船の計画は中止された。
運用に際しては、既存の霞ヶ浦の飛行船格納庫を改修の上で使用する予定であり、船体のサイズと搭載機数はこの格納庫を基準に決定されている。船体のガーダーは鋼とジュラルミン・チューブを混合して用いており、これの結節に使われる特殊管鋲と鉸鋲器が新たに開発されている。浮揚ガスはヘリウムの使用も検討されたが、価格や調達の面で障害があったため水素を用いる計画となった。水素ガスの引火爆発を防ぐため、搭載機は船体内には格納せず、船体中央部の外部下面の竜骨沿いに風防壁を設置し、その間に吊下する形で搭載する方式が採用されている。搭載機は「軽爆撃機」と称されるのみで機種は明示されていないが、船体中央部のスケッチには九〇式艦上戦闘機に類似する複葉機が描かれている。　
なお、この計画以前の1927年（昭和2年）にも、海軍技術研究所霞ヶ浦出張所で別の「大型硬式飛行船」が設計されたことがあり、イー・シー気嚢製作所での気嚢の一部の試作にまで至っている。こちらの諸元は全長180 m、気嚢容積20,050 m3、出力450 hpのエンジンを3基搭載というものだった。

## 諸元（計画値）
出典：『航空技術の全貌（上）』 335,336頁、『日本飛行船物語』 343,344,347頁。
- 全長：224.0 m
- 最大直径：35.5 m
- 排除容積（総容積）：154,660 m3（ガス容積：100,355 m3、燃料ガス容積：50,829 m3）
- 固定重量：89,101 kg
- 有効搭載量：27,500 kg
- エンジン：出力900 hp × 7
- 最大速度：148.1 km/h（80 kt）
- 巡航速度：111.1 km/h（60 kt）
- 航続距離：18,520 km（10,000 nm）
- 武装：機銃 × 8
- 搭載機：軽爆撃機 × 4